# جيك هاميلتون (مغني)
جيك هاميلتون (بالإنجليزية: Jake Hamilton)‏ هو مغني وكاتب أغاني أمريكي، ولد في 15 أبريل 1979 في رانتشو كوكامونغا في الولايات المتحدة.

## وصلات خارجية
- الموقع الرسمي
- جيك هاميلتون على موقع ميوزك برينز (الإنجليزية)
- جيك هاميلتون على موقع ديسكوغز (الإنجليزية)